# Molí Cover
El Molí Cover és un edifici de Torrelavit (Alt Penedès) inclòs a l'Inventari del Patrimoni Arquitectònic de Catalunya. Apareix la data de 1780, un escut i una inscripció il·legible al portal d'entrada.

## Descripció
Edificació aïllada de planta quadrangular i coberta a dues aigües, que consta de planta baixa (on hi havia la maquinària del molí), pis principal (on hi havia l'habitatge), i dos pisos superiors amb galeries de finestres amb llinda, on hi havia l'assecador del paper. El portal d'entrada té un arc de mig punt, balcons d'un sol portal al primer pis i marcs pintats de diferents colors a les obertures de totes les façanes. Hi ha un rellotge de sol.